# 1960-ті в театрі
1960-ті роки в театрі

## Прем'єри
1968
- 27 квітня —
  - «На сьомому небі» Миколи Зарудного (реж. Дмитро Чайковський, Київський театр ім. Івана Франка)[1]

- 14 грудня —
  - «Поступися місцем» Віни Дельмар (реж. Дмитро Чайковський, Київський театр ім. Івана Франка)

## Персоналії

### Народилися
1963
- 9 вересня —
  -  Людмила Колосович (смт Билбасівка Слов'янський район, Донецька область) — українська театральна режисерка, актриса. Заслужена артистка України (1996). Премія СТДУ (1991)[2]

1964
- 14 лютого —
  -  Дмитро Богомазов (м. Каменськ-Уральський, Свердловської обл.) — український театральний режисер, лауреат Національної премії України імені Тараса Шевченка. Народний артист України (2019)[3]

1967
- 18 травня —
  -  Ганна Липківська (???) — українська театрознавиця, кандидатка мистецтвознавства, доцент, співробітниця Київського інституту проблем сучасного мистецтва, викладачка кафедри театрознавства Київського національного університету театру, кіно і телебачення імені Івана Карпенка-Карого, викладачка Київської муніципальної академії естрадного та циркового мистецтв. Лауреат Премії в галузі театрознавства і театральної критики (2011)[4][5].

- 5 серпня —
  -  Олег Вергеліс (с. Мала Сквирка Білоцерківського району Київської області) — український театральний  і кіно журналіст, мистецький оглядач, письменник, публіцист, редактор відділу культури тижневика «Дзеркало тижня», педагог. Заслужений журналіст України[6]. Член Національних спілок театральних діячів та журналістів України.

1969
- 28 липня —
  -  Сергій Губерначук (м. Київ) — український театральний актор, поет.

### Померли

Гнат Юра (78)

1966
- 18 січня —
  -  Гнат Юра (78) — український радянський театральний режисер, актор театру і кіно. Народний артист УРСР, народний артист СРСР (1940)